# Шустер, Янник
Я́нник Шу́стер (нем. Jannik Schuster; род. 16 мая 2006, Халль-ин-Тироль, Тироль) — австрийский футболист, полузащитник клуба «Ред Булл Зальцбург».

## Клубная карьера
Шустер — воспитанник клуба «Ред Булл Зальцбург». В 2023 году игрок дебютировал за дублирующий состав клуба. 25 апреля 2025 года в матче против венского «Рапида» он дебютировал в австрийской Бундеслиге.